# يوهان لوكاس ليجراند
يوهان لوكاس ليجراند هو رائد أعمال وسياسي سويسري، ولد في 30 مايو 1755 في بازل في سويسرا، وتوفي في 4 أكتوبر 1836 في فوداي في فرنسا.